# Berești (okręg Suczawa)
Berești – wieś w Rumunii, w okręgu Suczawa, w gminie Hănțești. W 2011 roku liczyła 561 mieszkańców. 